# 梅什科二世

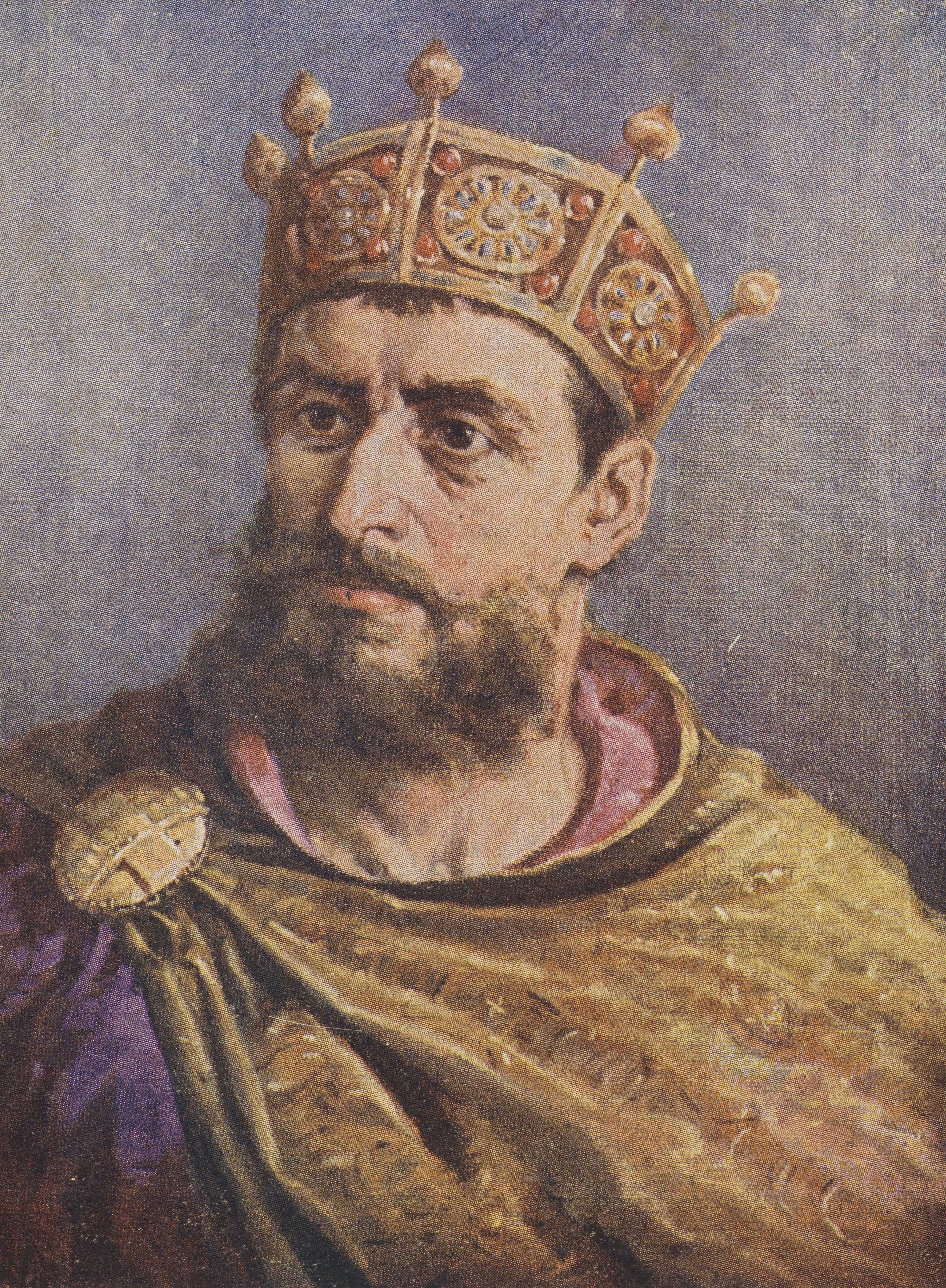
梅什科二世

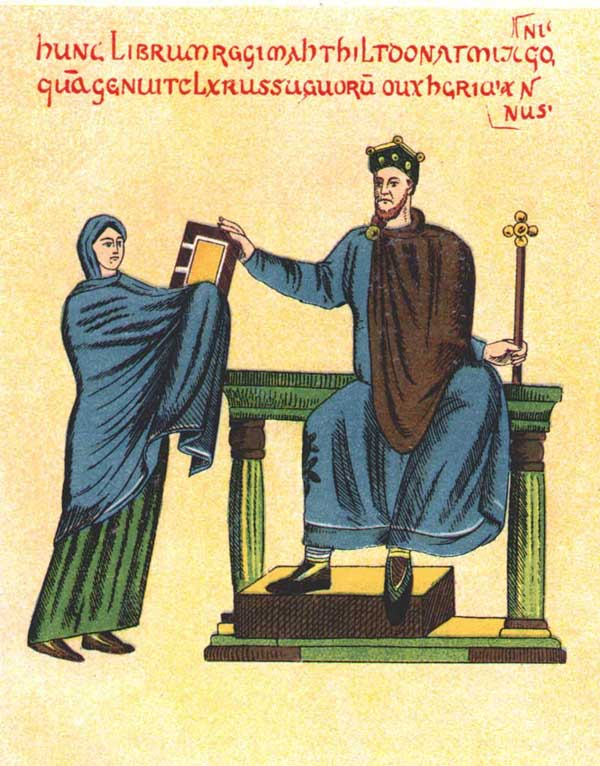
梅什科二世

梅什科二世 （Mieszko II，约990年－1034年）。皮雅斯特王朝的波兰公爵（1025年－1031年；1032年－1034年）。波列斯瓦夫一世（勇敢者）的次子。
梅什科二世的统治受到企图独立的大贵族与外国强权的挑战。波希米亚、匈牙利和德国人相继入侵。匈牙利国王伊什特万一世从梅什科二世手里夺取了斯洛伐克（1027年）；神圣罗马帝国皇帝康拉德二世则夺取了上卢日策（1031年）。丹麦也趁机侵入波美拉尼亚。1031年，梅什科二世的兄弟貝斯普里姆夺走了他的王位。
在波希米亚公爵奧爾德日赫帮助下，梅什科二世在1032年恢复了王位，但他不得不放弃波美拉尼亚和西里西亚。
1034年，梅什科二世離奇逝世，其子卡齊米日一世被貴族們趕到薩克森，形成長達六年的王位真空時期，直至1038年卡齊米日一世回國即位為止。

## 家庭
1013年左右，梅什科二世與洛林的里切莎結婚。里切莎的父親是洛林-普法爾茨伯爵埃佐，母親是德意志的瑪蒂爾德。兩人共有1子2女：
1. 里切莎（1013年—1075年）
2. 卡齊米日（1016年—1058年）
3. 格特魯德（英语：Gertrude of Poland）（1025年—1108年）